# بیلا ناد سویتاووو
بیلا ناد سویتاووو (به چکی: Bělá nad Svitavou) یک منطقهٔ مسکونی در جمهوری چک است که در ناحیه سویتاوی واقع شده‌است. بیلا ناد سویتاووو ۵۴۲ نفر جمعیت دارد.